# Gobè
Gobè è un arrondissement del Benin situato nella città di Djidja (dipartimento di Zou) con 3.864 abitanti (dato 2006).